# Мани, Анна
Анна Мани (23 августа 1918, Траванкор, Британская Индия — 16 августа 2001, Тривандрам) — индийский физик и метеоролог. Она вышла на пенсию с должности заместителя генерального директора Индийского метеорологического департамента, а также работала приглашённым профессором в Рамановском научно-исследовательском институте. Мани внесла вклад в области метеорологических приборов, провела исследования и опубликовала множество статей по измерению солнечной радиации, озона и энергии ветра.

## Ранние годы
Анна Модаил Мани родилась в 1918 году в Пирмаде, ныне Траванкор, на территории нынешнего штата Керала, Индия, в сирийско-христианской семье. Её отец был инженером-строителем и агностиком. Она была седьмой из восьми детей в семье и очень любила читать. Впечатлённая Ганди во время Вайком сатьяграхи и вдохновлённая его националистическим движением, она стала носить только одежду кхади.
Годы взросления Анны Мани были посвящены книгам, и к восьми годам она прочитала почти все книги на малаялам в своей публичной библиотеке. На свой восьмой день рождения она отказалась принять традиционный подарок своей семьи в виде набора бриллиантовых серег, попросив вместо этого набор Британской энциклопедии. Мир книг открыл ей новые идеи и вселил в неё глубокое чувство социальной справедливости, которое повлияло на всю её жизнь.

## Образование
Мани хотела заниматься танцами, но выбрала физику, потому что ей нравился этот предмет. В 1939 году она окончила Колледж Пачайаппы в Ченнаи (тогда Мадрас) со степенью бакалавра наук с отличием в области физики и химии. В 1940 году она выиграла стипендию для исследований в Индийском научном институте в Бангалоре. В 1945 году она поступила в Имперский колледж в Лондоне, чтобы продолжить обучение по физике, но в итоге специализировалась на метеорологических приборах.

## Карьера
После окончания колледжа Пачаи Мани работала под руководством профессора Ч. В. Рамана, исследуя оптические свойства рубина и алмаза. Она написала пять исследовательских работ и представила докторскую диссертацию, но она не получила докторскую степень, потому что у неё не было степени магистра в области физики. Вернувшись в Индию в 1948 году, она поступила на работу в отдел метеорологии в Пуне, где опубликовала многочисленные исследовательские работы по метеорологическому оборудованию. Мани отвечала за размещение метеорологических инструментов, импортированных из Великобритании. К 1953 году она стала начальником подразделения из 121 человека.
Мани хотела сделать Индию независимой в сфере метеорологических инструментов. Она стандартизировала чертежи около ста метеорологических приборов. В 1957 — 1958 годах она создала сеть станций для измерения солнечной радиации. В Бангалоре она открыла небольшую мастерскую, где производились приборы для измерения скорости ветра и солнечной энергии, а также работала над разработкой прибора для измерения озона. Мани стала членом Международной ассоциации озона. Она построила метеорологическую обсерваторию и контрольно-измерительную башню на ракетно-пусковой установке Тумба.
Она была связана со многими научными организациями, включая Индийскую национальную академию наук, Американское метеорологическое общество, Международное общество солнечной энергии, Всемирную метеорологическую организацию (ВМО) и Международную ассоциацию метеорологии и физики атмосферы. В 1987 году Мани была награждена медалью INSA K. R. Ramanathan.
Мани была переведена в Дели в 1969 году в качестве заместителя генерального директора. В 1975 году она работала консультантом ВМО в Египте. Она вышла на пенсию с должности заместителя генерального директора Индийского метеорологического департамента в 1976 году.
В 1994 году Мани перенесла инсульт; умерла 16 августа 2001 года в Тируванантапураме, за неделю до своего 83-летия.

## Память
Всемирная метеорологическая организация почтила память Мани в день её 100-летия и опубликовала её биографию вместе с интервью.
23 августа 2022 года Google наградил Мани дудлом в честь 104-летия со дня её рождения.

## Публикации
- Wind Energy Resource Survey in India, Volume 2. — Ed. Allied Publ., 1992. — 591 с. — ISBN 8170233585. — ISBN 9788170233589.
- Solar Radiation over India. — 1981.[4]
- 1980. The Handbook for Solar Radiation data for India